# Takume
Takume, igualmente llamado Pukamaru, es un atolón de las Tuamotu, en la Polinesia Francesa. Administrativamente es una comuna asociada a la comuna de Makemo.

## Geografía
Takume está ubicado a 6 km al noreste de Raroia, la isla más cercana, a 148 km  al noreste de Makemo y a  760 km  al este de Tahití. Es un atolón oval de 24 km de longitud y 5 km² de anchura máxima con una superficie de tierras emergidas de 5 km² y una laguna de una superficie de 43,5 km².
El atolón está habitado por 51 personas, principalmente reagrupadas en el pueblo de Ohomo ubicado al suroeste.

## Historia
La primera mención posible del atolón habría sido hecha por el navegante portugués Pedro Fernández de Quirós el 5 de febrero de 1606. La primera mención atestiguada del atolón fue hecha por el explorador ruso Fabian Gottlieb von Bellingshausen que desembarca en él a bordo de los barcos Vostok y Mirni el 12 de julio de 1820 qu lo llama Wolkonsky,. Más tarde, el navegante alemán de la marina rusa Otto von Kotzebue lo visita el 3 de marzo de 1824, y posteriormente el capitán británico Ireland el 30 de septiembre de 1831. Durante su expedición austral, el americano Charles Wilkes arriba al atolón el 17 de diciembre de 1840 y le da el nombre polinesio de Takurea.
Takume y Raroia pasan a formar parte del protectorado francés hacia 1850, cuando el atolón contaba con una población de cerca de 60 habitantes locales que desarrollan una importante actividad de pesca ostras para obtener nácar. A mediados de siglo, el atolón es evangelizado con la fundación de la parroquia Sant Francisco Javier en 1862, y después con la construcción de la iglesia homónima en 1877 vinculada a la Archidiócesis de Papeete.

## Economía
Históricamente el atolón de Takume es el de los más importantes de Polinesia Francesa en lo que respecta a la producción de nácar de ostras que, a principios del siglo XX, alcanzaba hasta 100 toneladas por año, ubicándolo en segunda posición después de Hikueru.
Un pequeño aeropuerto (TJN/NTKM) con una pista de 900 metros de longitud fue inaugurado en 1996, acogiendo un centenar de vuelos por año, lo que permite el desarrollo de la actividad turística del atolón.